# Hoher See
Der Hohe See ist ein Gewässer im Ortsteil Hohensee der Gemeinde Zemitz im Landkreis Vorpommern-Greifswald. Das Süd- und Ostufer sind bewachsen, die Nord- und Westufer sind mit Schilf bewachsen. Das Ostufer wird durch eine 10 Meter hohe Böschung geprägt. Der See hat eine Nord-Süd-Ausdehnung von etwa 670 Metern und eine West-Ost-Ausdehnung von etwa 160 Metern.